# باشگاه فوتبال مس سرچشمه
 باشگاه فوتبال مس سرچشمه  یک باشگاه فوتبال ایرانی در شهر رفسنجان، استان کرمان می‌باشد. محل اصلی باشگاه در شهرک مس سرچشمه رفسنجان واقع شده‌است.
باشگاه مس سرچشمه در فصل ۹۰-۱۳۸۹ با قرار گرفتن در رده اول گروه ۲ لیگ آزادگان ایران به لیگ برتر فوتبال ایران صعود کرد، اما پس از یک فصل حضور در لیگ برتر ایران با قرار گرفتن در رده آخر (هجدهم) به لیگ آزادگان سقوط کرد.
امتیاز این باشگاه در تیر ماه سال ۱۳۹۲ توسط مجموعه پدیده شاندیز خریداری شده و به شهر مشهد منتقل شده‌است تا باشگاه فوتبال پدیده مشهد تشکیل شود.

## سریعترین گل تاریخلیگ خلیج فارس
در جریان هفته چهارم لیگ برتر فوتبال ایران ۹۱–۱۳۹۰ در ورزشگاه باهنر ، کرمان مس سرچشمه با ضربه نناد برنوویچ بازیکن صربستانی توانست در ثانیه هشتم مسابقه دروازه پرسپولیس تهران را باز کند و سریعترین گل تاریخ لیگ برتر ایران را به نام این تیم کرمانی ثبت کند.در آمار این گل علاوه بر سریعترین گل تاریخ لیگ برتر ایران یکی از سریعترین گل های تاریخ هم محسوب می شود.

## تاریخچه
در سال ۱۳۵۴ همراه با ساخت کارخانجات مجتمع مس سرچشمه باشگاه ورزشی مس سرچشمه در محل شهر مس با ایجاد فضاهای ورزشی جهت انجام تمرینات رشته‌های ورزشی فوتبال، کریکت، تنیس، گلف، والیبال، شنا و پینگ پنگ شروع به فعالیت نمود و پس از پیروزی انقلاب رشته‌های باستانی و کشتی نیز به آن اضافه شد.
در حال حاضر ۲۶ رشته ورزشی در بخش آقایان و ۱۴ رشته ورزشی در بخش بانوان زیر نظر یکصد مربی در ۴ مجموعه ورزشی زیبا و استاندارد اداره می‌شود.
باشگاه ورزشی مجتمع مس سرچشمه زیر نظر کمیته ورزش مجتمع جهت سرویس دهی به کارکنان و خانواده آنان فعالیت می‌نمایند. سالیانه هزینه‌های ورزشی باشگاه توسط شرکت مس تأمین می‌شود و در اکثر رشته‌های ورزشی در سطح استان و کشور صاحب عناوین متعدد قهرمانی می‌باشد.
باشگاه ورزشی مجتمع مس سرچشمه در بخش فوتبال از لیگ شهرستان رفسنجان شروع به فعالیت نموده‌است و هر سال پس از طی نمودن مراحل ترقی در سال ۱۳۸۹ حاضر حضور آبرومندانه‌ای در لیگ دسته اول کشور (جام آزادگان) داشت و در سال ۹۰-۹۱ در لیگ برتر حضور داشت.

## عملکرد
| فصل     | لیگ                       | رتبه | جام حذفی فوتبال ایران | توضیحات |
| ------- | ------------------------- | ---- | --------------------- | ------- |
| ۱۳۸۴-۸۵ | لیگ دسته دوم فوتبال ایران | ۸    | فینال                 |         |
| ۱۳۸۵-۸۶ | لیگ دسته دوم فوتبال ایران | ۸    | مرحله اول             |         |
| ۱۳۸۶-۸۷ | لیگ دسته دوم فوتبال ایران | ۳    | مرحله سوم             |         |
| ۱۳۸۷-۸۸ | لیگ دسته دوم فوتبال ایران | اول  | مرحله اول             | صعود    |
| ۱۳۸۸-۸۹ | لیگ آزادگان               | پنجم | یک شانزدهم نهایی      |         |
| ۱۳۸۹-۹۰ | لیگ آزادگان               | اول  | مرحله دوم             | صعود    |
| ۹۱–۱۳۹۰ | لیگ برتر فوتبال ایران     | ۱۸   | یک هشتم نهایی         | سقوط    |
| ۹۲–۱۳۹۱ | لیگ آزادگان               | دوم  | یک شانزدهم نهایی      |         |